# Faccio un casino (Tecla)
Faccio un casino è il quarto singolo della cantante italiana Tecla, in collaborazione con il cantautore italiano Alfa, pubblicato il 17 dicembre 2021.

## Descrizione
Il brano vede la partecipazione del cantautore italiano Alfa. In un'intervista a Radio Zeta i cantanti raccontano come è nata la canzone:

## Video musicale
Il video, diretto da Giorgio Angelico, è stato pubblicato in concomitanza del lancio del singolo sul canale YouTube della cantante.

## Tracce
1. Faccio un casino – 2:53

## Classifiche
| Classifica (2022)             | Posizione massima |
| ----------------------------- | ----------------- |
| Italia (airplay indipendenti) | 4                 |